# 布雷肯里奇鎮區 (密蘇里州考德威爾縣)
布雷肯里奇鎮區（英語：Breckenridge Township）是位於美國密蘇里州考德威爾縣的一個行政鎮區。

## 地方資料
布雷肯里奇鎮區的面積為91.66平方千米，當中陸地面積為91.56平方千米，而水域面積為0.10平方千米。根據2020年美國人口普查的數據，當地共有人口657人，而人口密度為每平方千米7.17人。